# Chiana-Paga (circonscription)
 (avril 2025).
Si vous disposez d'ouvrages ou d'articles de référence ou si vous connaissez des sites web de qualité traitant du thème abordé ici, merci de compléter l'article en donnant les références utiles à sa vérifiabilité et en les liant à la section « Notes et références ».
Chiana-Paga est l'une des circonscriptions électorales représentées au Parlement du Ghana. Elle élit un député (MP) au scrutin uninominal majoritaire à un tour. Chiana-Paga se trouve dans le district de Kassena-Nankana de la Région du Haut Ghana oriental au Ghana. 

## Limites
Le siège est situé dans le district de Kassena-Nankana dans la région du Haut-Est du Ghana. 

## Membres du Parlement
| Élection | Député                 | Parti                         |
| -------- | ---------------------- | ----------------------------- |
| 1970     | Catherine Katuni Tedam | Parti du progrès              |
| 1992     | Dr Stephen Ayidaya     | Congrès démocratique national |
| 2000     | Pele Tumbakura Abugu   | Congrès démocratique national |
| 2008     | Allowe Leo Kabah       | Nouveau Parti patriotique     |

## Voir également
- Liste des circonscriptions du Parlement ghanéen (en)